# Szacharit
Szacharit (hebr. שחרית) – w judaizmie codzienne modlitwy poranne odpowiadające porannej ofierze składanej w Świątyni Jerozolimskiej. Według tradycji ustanowił je Abraham (Rdz 19, 27).